# Козметика (музичка група)
Козметика је била југословенска и српска новоталасна/арт рок група из Београда. Познати су као пионири и промотери југословенског новог таласа који су промовисали преко омладинског магазина Изглед.

## Историјат
Године 1974. под утицајем албума Diamond Dogs, Дејвида Боуија, сликар Владимир Јовановић, редитељ Марко Пешић, музички уредник Студија Б Слободан Коњовић и Саша Николић, власник прве дискотеке у Београду у Атељеу 212, основали су бенд Дијамантски пси. Међутим, каријеру бенда прекинула је затворска казна за њене чланове, због поседовања марихуане.
Након пуштања из затвора 1976. године бенд је наставио да назив, мењајући назив у Спајалице, а коначно је преименован 1978. године у Козметика, а у њему су били Владимир Јовановић (гитара, вокал), Марко Пешић (синтисајзер), Слободан Коњовић (бас гитара) и Мишко Михајловски (ритам машина). Наредне године Јовановић је добио награду Седам секретара СКОЈ-а за своја дела као сликар, а тада је бенд почео да спрема први студијски албум. Истовремено, бенд је радио на издавању омладинског часописа Изглед, а управо на промоцији часописа одржаној у Студентском културном центру Београд, бенд је имао први наступ уживо.
Наредне четири године бенд је снимао албум, стрпљиво радећи на свакој песми, на којима је гостовао велики број музичара. Албум Козметика објављен је 7. марта 1983. године под окриљем издавачке куће ЗКП РТЉ. У снимању албума су учествовали Горан Вејвода (гитара), Драгана Шарић (вокал), чланови ВИС Идола Срђан Шапер (вокал) и Нејбоша Крстић (вокал), чланови YU групе Раша Ђелмаш (бубњеви), Вук Вујачић (саксофон), фронтмен бенда Горди Златко Манојловић (гитара), Зоран Радетић, члан Бијелог дугмета Горан Бреговић, Ђорђе Илијин (флаута) И Бора Павићевић (удараљке). Инспирисан музиком Брајана Иноа као и тадашњим музичким трендовима, бенд је радио у арт рок жанру, међутим албум се није превише афирмисао. Иако је бенд након издавања албума често наступао уживо, Козметика се расформирала.

## Након распуштања бенда
Након распуштања Козметике, једини члан који је наставио музичку каријеру био је Мирослав Мишко Михајловски који је основао бенд Dʼ Boys са Предрагом Јовановићем, а који је постојао до 1985. године. Након тога Мишко је сарађивао и са Беби Дол.
Слободан Коњовић радио је као продуцент док је био члан Козметике, продуцирајући сва издања Пекиншке патке, укључујући њихова оба студијска албума, Плитка поезија и Страх од монотоније, као и ЕП Електричног оргазма, Варшава '81. Године 2005. појавио се као вокалиста и композотир на албуму Here, Васка Серафимова. Владимир Јовановић се у међувремену преселио у Холандију.
Дана 2 децембра 2011. године Мирослав Михајловски је преминуо.

## Дискографија

### Студијски албуми
- Козметика  (1983)